# Martin Réway
Martin Réway (* 24. ledna 1995 Praha) je slovenský hokejista. Aktuálně působí v týmu MHk 32 Liptovský Mikuláš.

## Kariéra hráče
Réway se narodil v Praze slovenským rodičům. Na mládežnické úrovni působil v ČR nejprve v klubu hc apex Praha a poté HC Slavia Praha. Po přestěhování na Slovensko do Dolného Kubína (ve 12 letech) hrál za MHK Dolný Kubín a poté za MHK Martin. Následně hrál opět v Praze, tentokrát v mládežnickém týmu HC Sparta Praha. V roce 2012 odešel do týmu Gatineau Olympiques v kanadské Quebec Major Junior Hockey League.
V roce 2013 ho draftoval ze 116. místa kanadský klub NHL Montreal Canadiens. Před sezonou 2014/15 se vrátil ze zámoří do HC Sparta Praha, a začlenil se do A-týmu hrajícího českou extraligu. V průběhu podzimu 2014 měl bilanci téměř 1 kanadský bod na zápas.

## Reprezentace
Reprezentoval Slovensko na mistrovství světa dvacetiletých v letech 2013, 2014 a 2015.
V květnu 2014 ho trenér Slovenska Vladimír Vůjtek vzal na mistrovství světa 2014 v Bělorusku. Na MS 2015 v České republice s ním trenér Vůjtek původně počítal, ale na šampionát nakonec neodcestoval, dle oficiálního vyjádření týmového lékaře nebyl kvůli chorobě dopsán na soupisku.
Nový reprezentační trenér Zdeno Cíger ho vzal na MS 2016 v Moskvě a Petrohradu.
Statistiky reprezentace na Mistrovstvích světa a Olympijských hrách:
| Turnaj            | Místo konání              | Z  | G | A | B | Umístění | Soupisky         |
| ----------------- | ------------------------- | -- | - | - | - | -------- | ---------------- |
| MS 2014           | Bělorusko (Minsk)         | 7  | 0 | 3 | 3 | 9. místo | Soupiska MS 2014 |
| MS 2016           | Rusko (Moskva, Petrohrad) | 7  | 0 | 1 | 1 | 9. místo | Soupiska MS 2016 |
| Celkem na MS (2x) |                           | 14 | 0 | 4 | 4 |          |                  |

## Hráčská kariéra
- 2008-2009 MHK Dolný Kubín – dor. (SVK), MHC Martin – dor. (SVK)
- 2009-2010 MHK Dolný Kubín – dor. (SVK)
- 2010-2011 MHC Martin – jun. (SVK), MHC Martin – dor. (SVK)
- 2011-2012 HC Sparta Praha – jun. (E), HC Sparta Praha – dor. (E)
- 2012-2013 Gatineau Olympiques (QMJHL)
- 2013-2014 Gatineau Olympiques (QMJHL)
- 2014-2015 HC Sparta Praha (E) – vyhlášen nejlepším nováčkem extraligy
- 2015-2016 HC Sparta Praha (E), Fribourg-Gottéron (Švýcarsko)[9]
- 2016-2017 nehrál
- 2017-2018 Laval Rocket AHL, HC Slovan Bratislava KHL
- 2018-2019 MSK Dolný Kubín (3 liga) , Tingryds (2 švédská liga)
- 2019-2020 Rytíři Kladno (E), HK Poprad (SSLH)
- 2020-2021 HC Košice (SSLH)
- 2021-2022 HC RT TORAX Poruba 2011 (1.liga)
- 2022-2023 EHC Freiburg (DEL2), HK Spišská Nová Ves (SSLH)
- 2023-2024 MHk 32 Liptovský Mikuláš (SSLH)